# Thuận Hòa, Hàm Thuận Bắc
Thuận Hòa là một xã thuộc huyện Hàm Thuận Bắc, tỉnh Bình Thuận, Việt Nam.
Xã Thuận Hòa có diện tích 110,34 km², dân số năm 1999 là 4540 người, mật độ dân số đạt 41 người/km².